# Verbandsgemeinde Nahe-Glan
La comunità amministrativa Nahe-Glan (Verbandsgemeinde Nahe-Glan) si trova nel circondario di Bad Kreuznach nella Renania-Palatinato, in Germania.
La comunità amministrativa è stata costituita nel 2020 dalla fusione delle comunità amministrative di 
Bad Sobernheim e Meisenheim e comprende 34 comuni.

## Comuni
Fanno parte della comunità amministrativa i seguenti comuni:
| Comune, città              | Sup. (km²) | Abitanti |
| -------------------------- | ---------- | -------- |
| Abtweiler                  | 5,76       | 181      |
| Auen                       | 2,71       | 185      |
| Bad Sobernheim, Stadt      | 54,01      | 6 479    |
| Bärweiler                  | 6,11       | 229      |
| Becherbach                 | 10,86      | 829      |
| Breitenheim                | 5,69       | 389      |
| Callbach                   | 5,38       | 341      |
| Daubach                    | 2,91       | 228      |
| Desloch                    | 6,37       | 311      |
| Hundsbach                  | 7,48       | 361      |
| Ippenschied                | 2,62       | 165      |
| Jeckenbach                 | 6,28       | 209      |
| Kirschroth                 | 7,64       | 277      |
| Langenthal                 | 2,71       | 84       |
| Lauschied                  | 4,78       | 532      |
| Lettweiler                 | 6,28       | 196      |
| Löllbach                   | 4,94       | 189      |
| Martinstein                | 0,39       | 257      |
| Meddersheim                | 13,15      | 1 317    |
| Meisenheim, città          | 10,34      | 2 805    |
| Merxheim                   | 17,05      | 1 385    |
| Monzingen                  | 12,18      | 1 541    |
| Nußbaum                    | 5,92       | 457      |
| Odernheim am Glan          | 13,26      | 1 721    |
| Raumbach                   | 4,42       | 396      |
| Rehbach                    | 2,21       | 47       |
| Rehborn                    | 10,14      | 681      |
| Reiffelbach                | 4,46       | 221      |
| Schmittweiler              | 5,48       | 195      |
| Schweinschied              | 6,35       | 150      |
| Seesbach                   | 6,06       | 499      |
| Staudernheim               | 11,48      | 1 398    |
| Weiler bei Monzingen       | 5,87       | 453      |
| Winterburg                 | 2,57       | 207      |
| Verbandsgemeinde Nahe-Glan | 273,90     | 24 915   |

(Abitanti al 31 dicembre 2021)